# Список дипломатических миссий Ливана

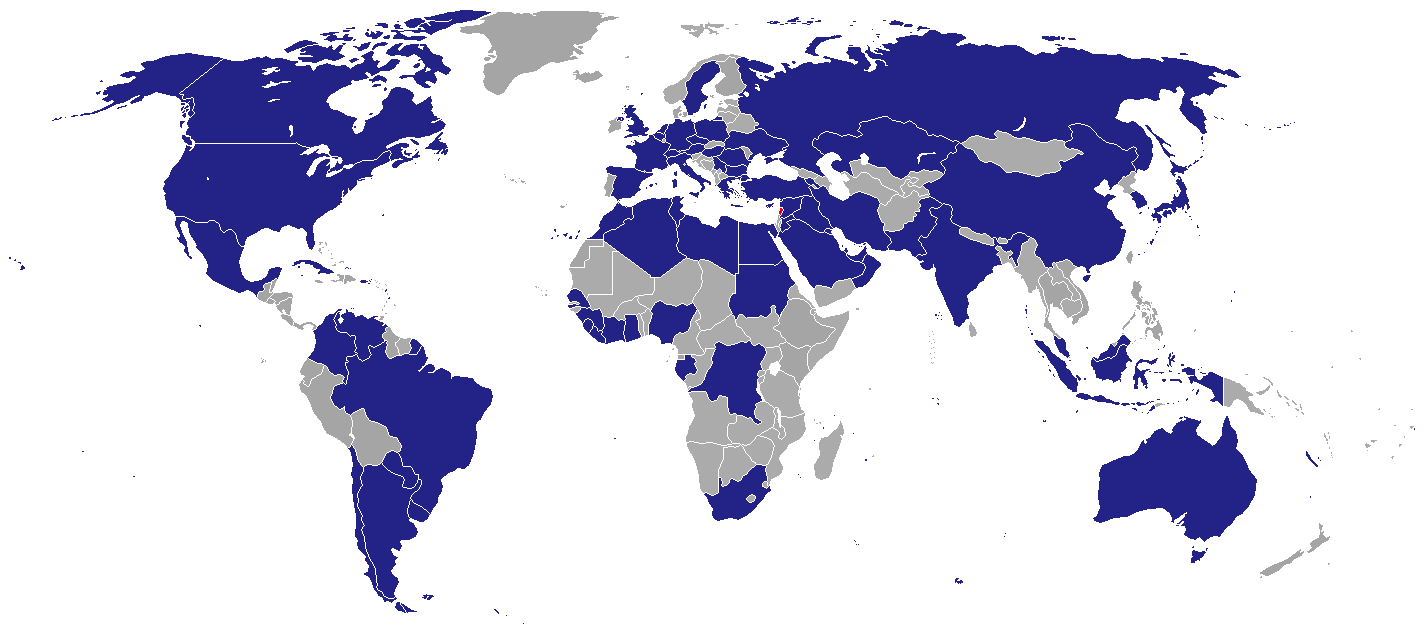
Дипломатические миссии Ливана

Список дипломатических миссий Ливана — перечень дипломатических миссий (посольств) и генеральных консульств Ливана в странах мира, не включая почётных консульств.

## Европа
- Австрия
  - Вена (посольство)
- Армения
  - Ереван (посольство)
- Бельгия
  - Брюссель (посольство)
- Болгария
  - София (посольство)
- Ватикан
  - Рим (посольство)
- Великобритания
  - Лондон (посольство)
- Венгрия
  - Будапешт (посольство)
- Германия
  - Берлин (посольство)
- Греция
  - Афины (посольство)
- Испания
  - Мадрид (посольство)
- Италия
  - Рим (посольство)
  - Милан (генеральное консульство)
- Кипр
  - Никосия (посольство)
- Нидерланды
  - Гаага (посольство)
- Польша
  - Варшава (посольство)
- Россия
  - Москва (посольство)
- Румыния
  - Бухарест (посольство)
- Сербия
  - Белград (посольство)
- Украина
  - Киев (посольство)
- Франция
  - Париж (посольство)

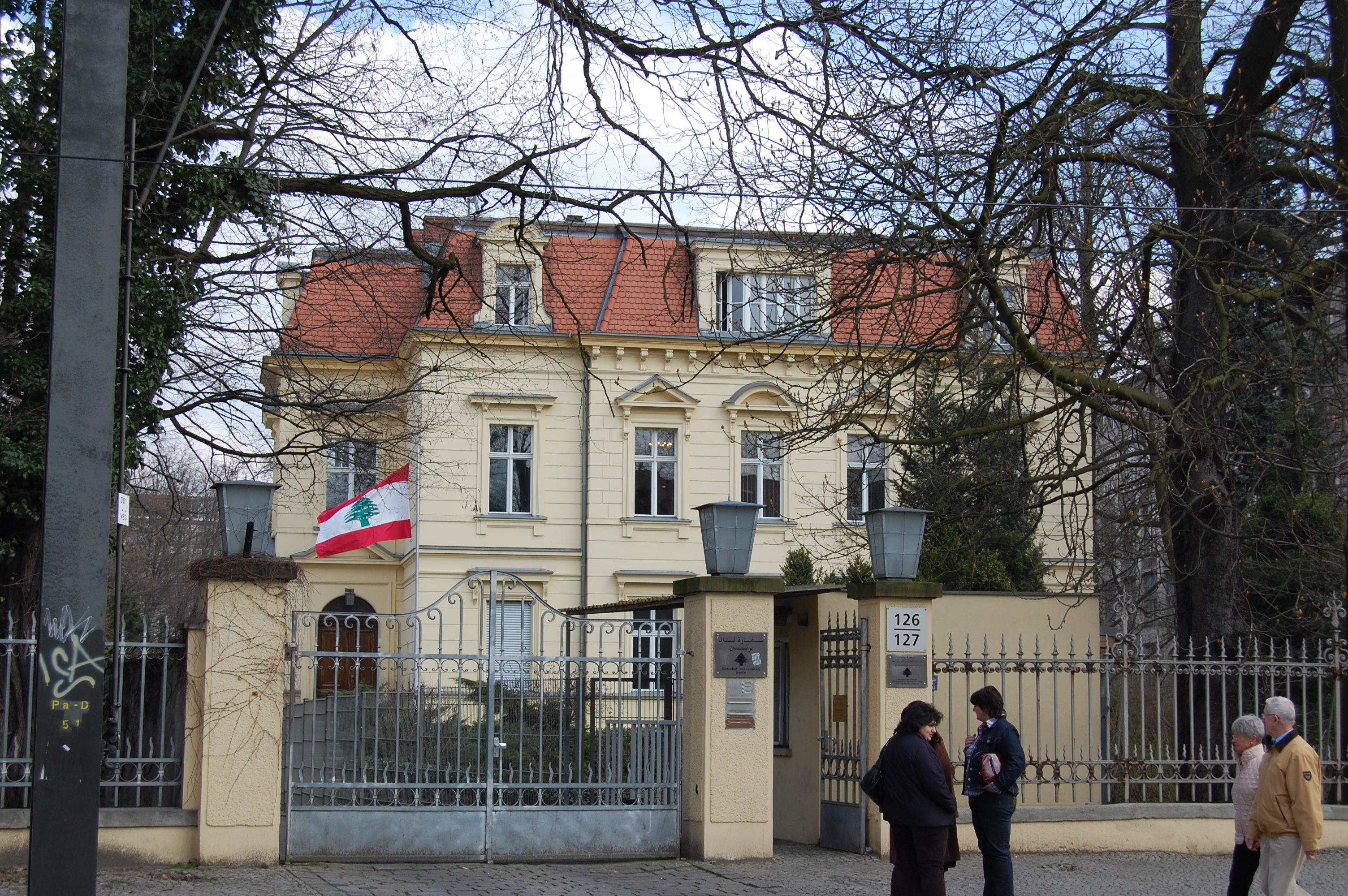
Посольство Ливана в Берлине

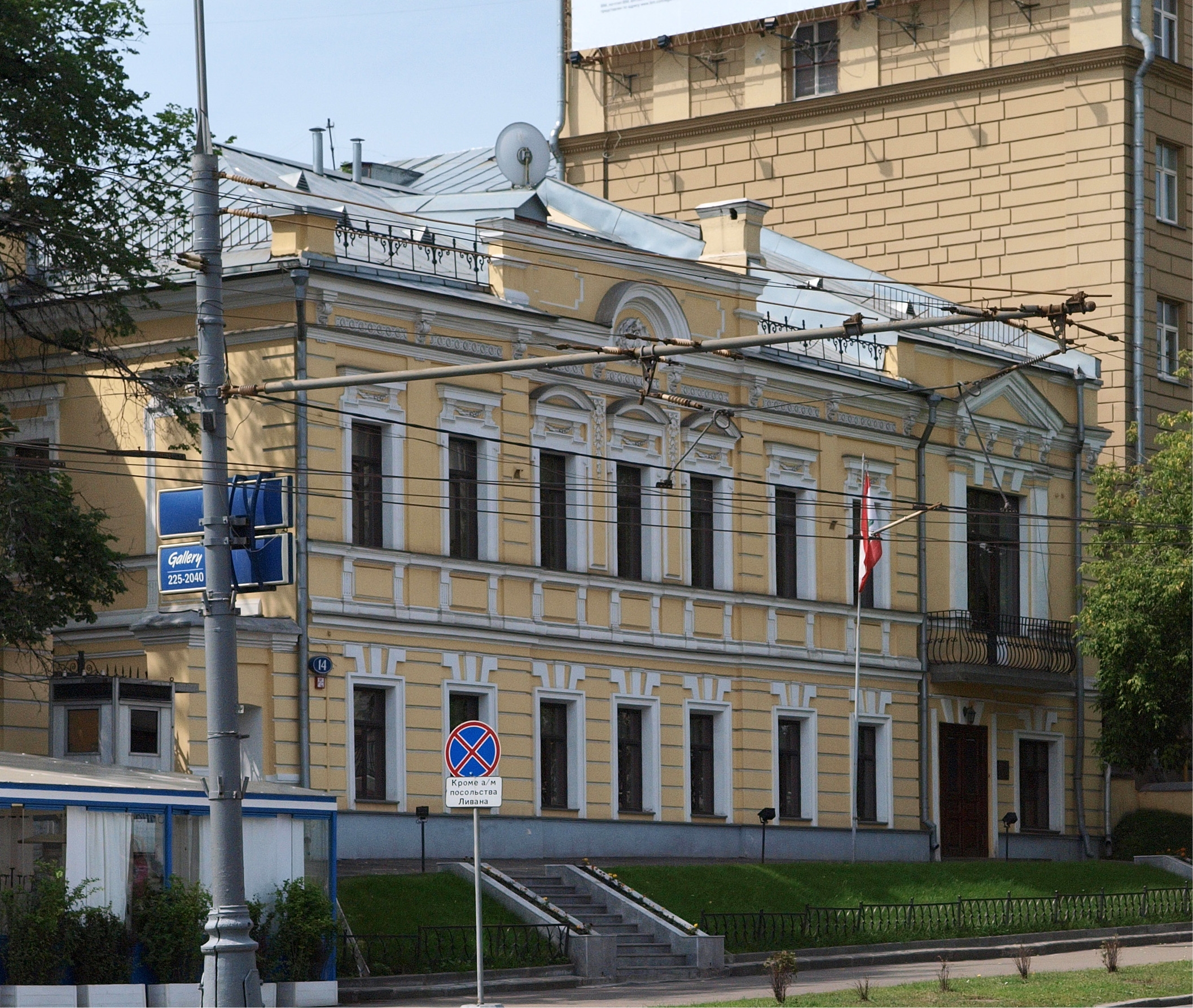
Посольство Ливана в Москве

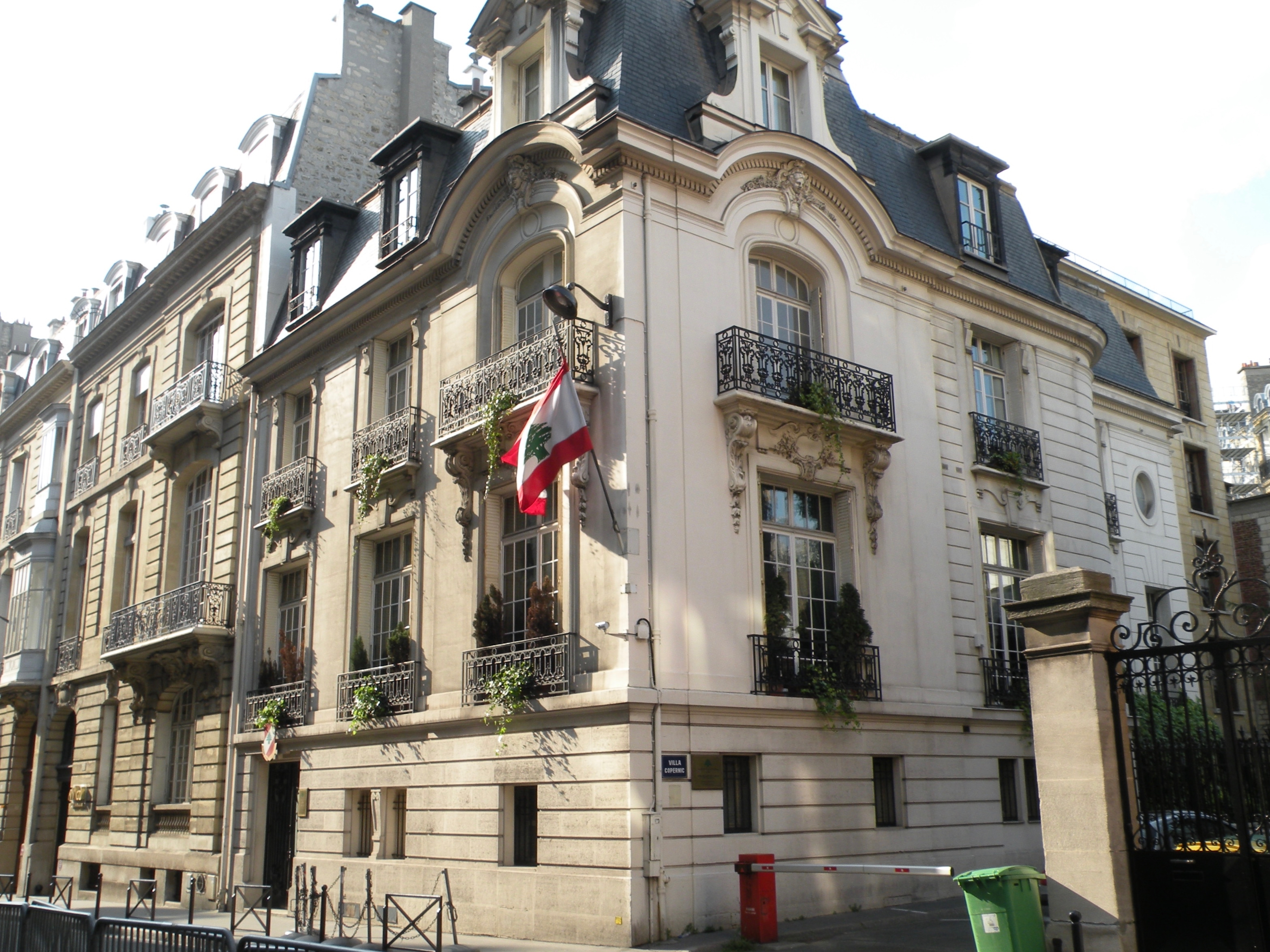
Посольство Ливана в Париже

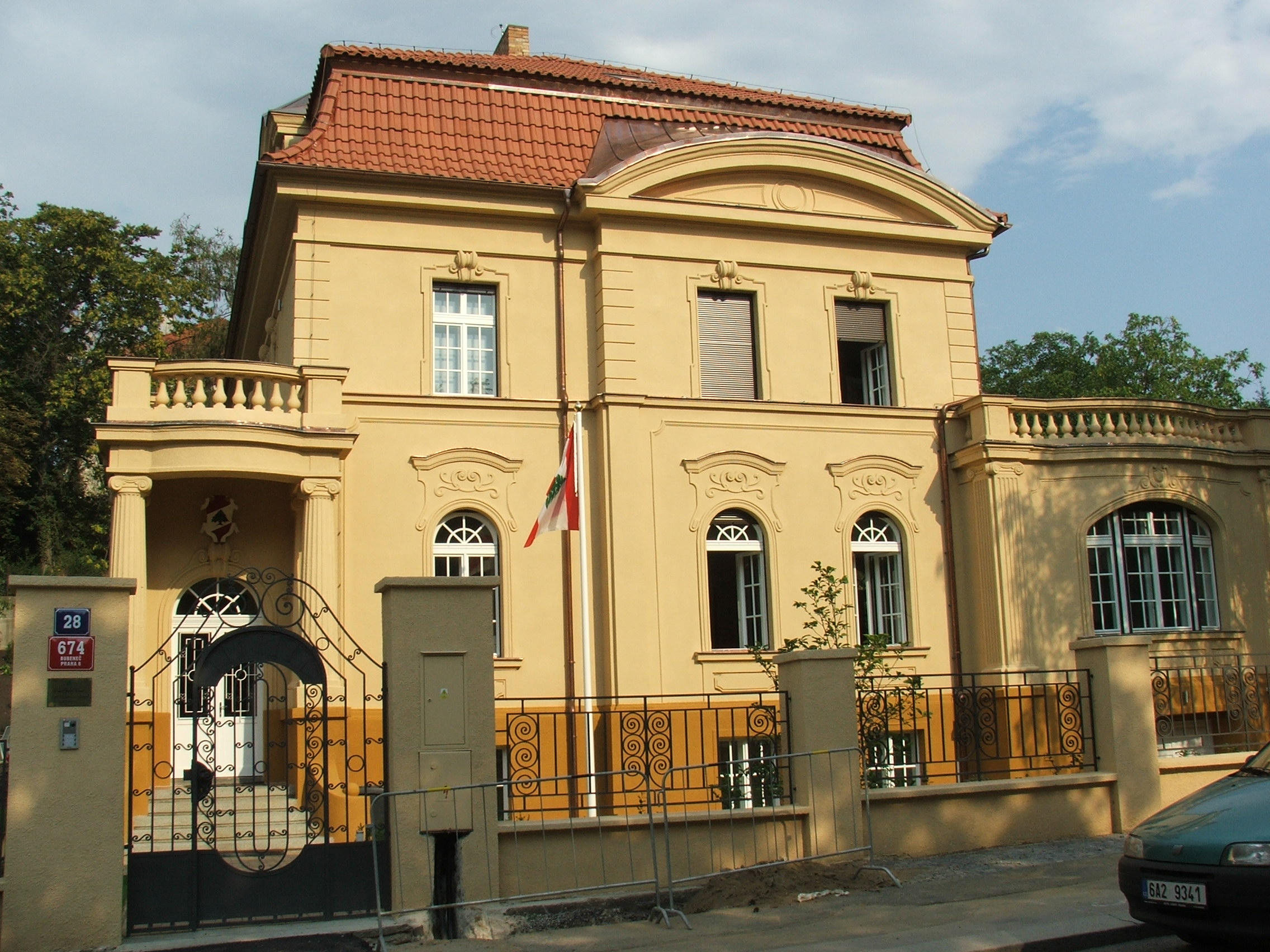
Посольство Ливана в Праге

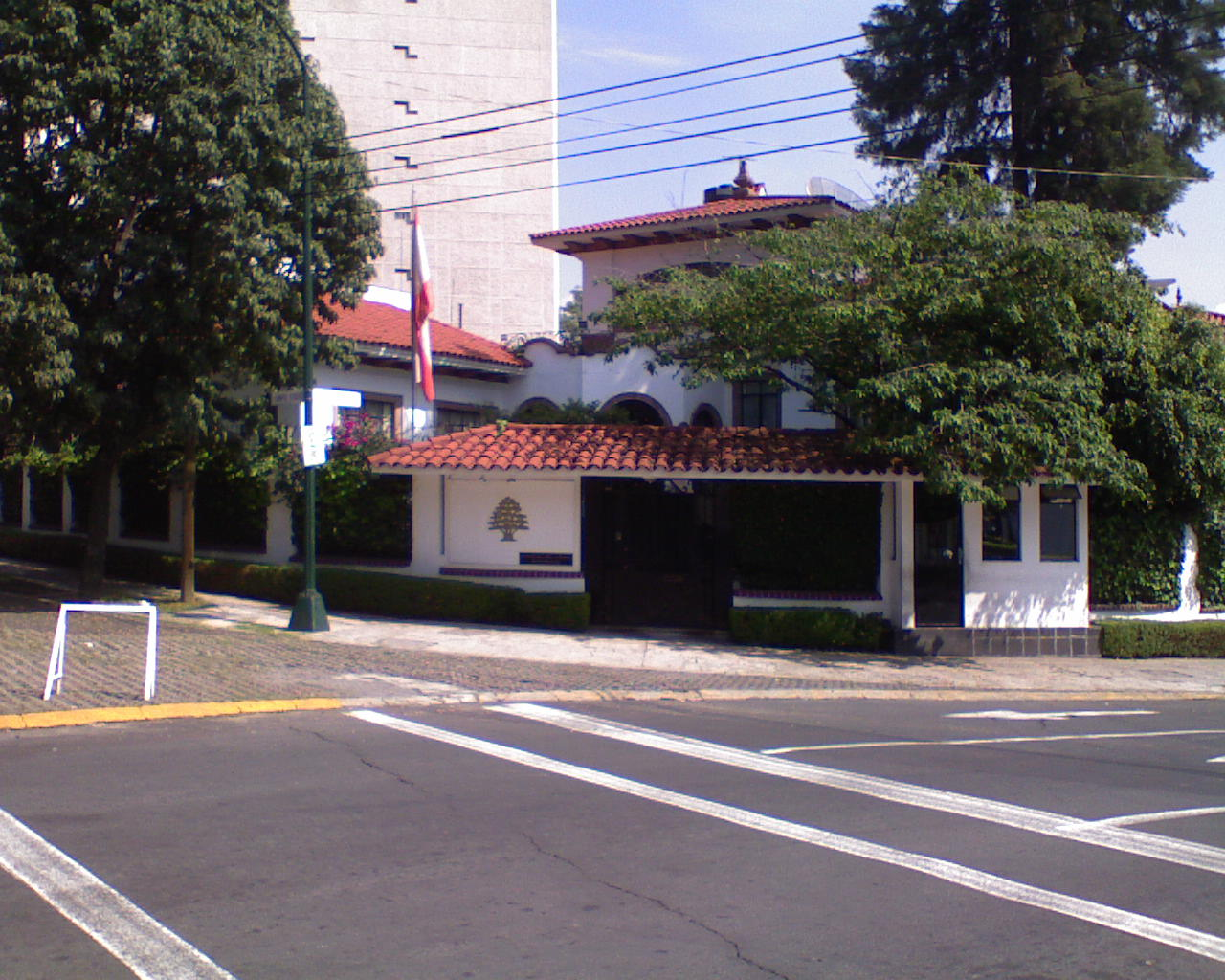
Посольство Ливана в Мехико

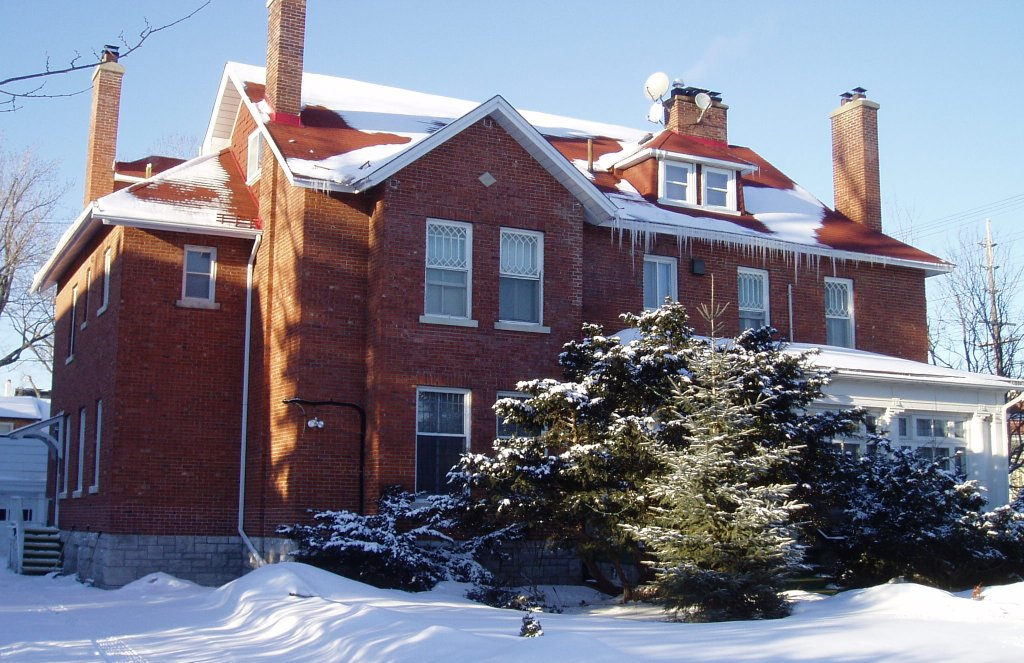
Посольство Ливана в Оттаве

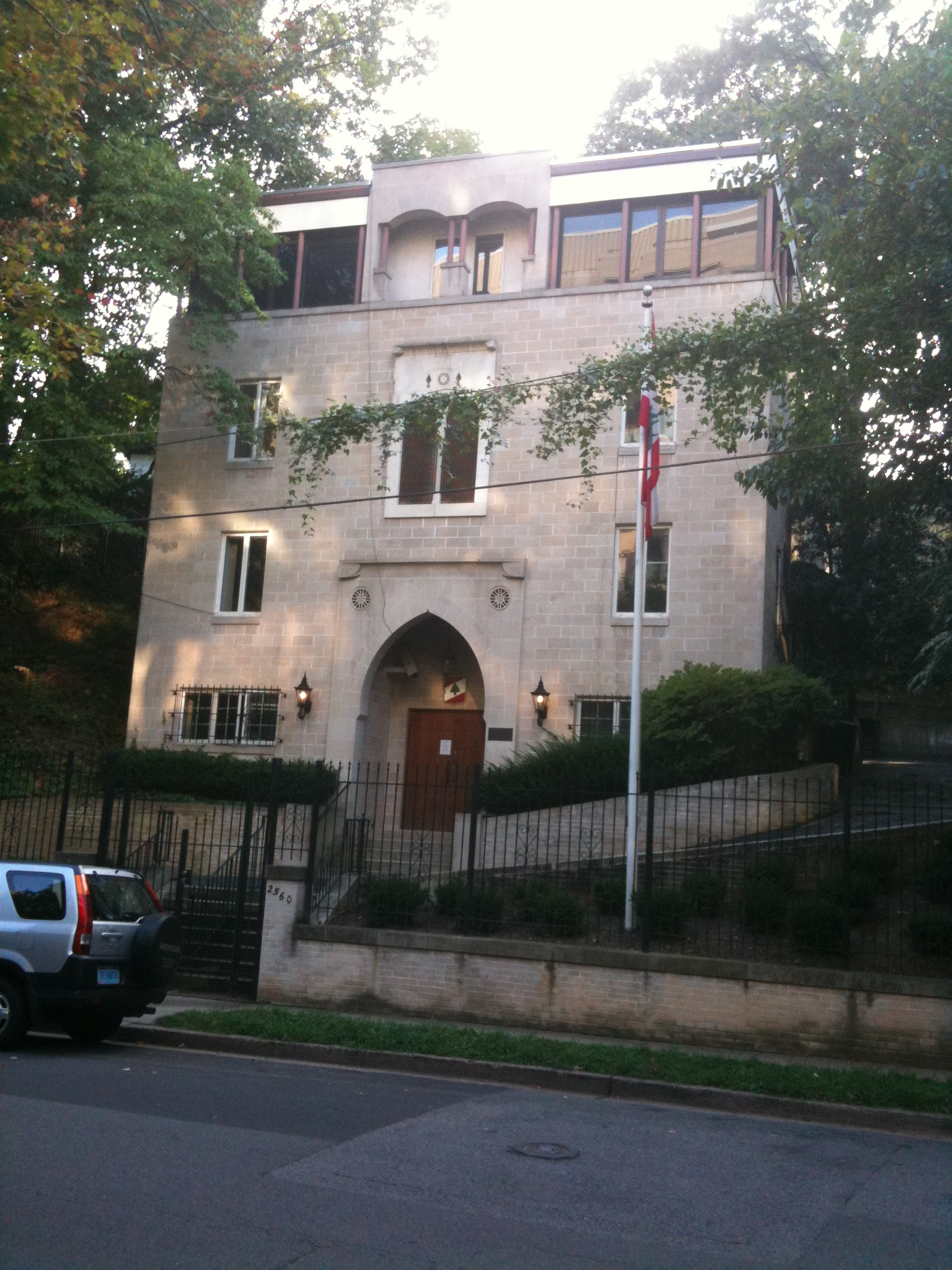
Посольство Ливана в Вашингтоне

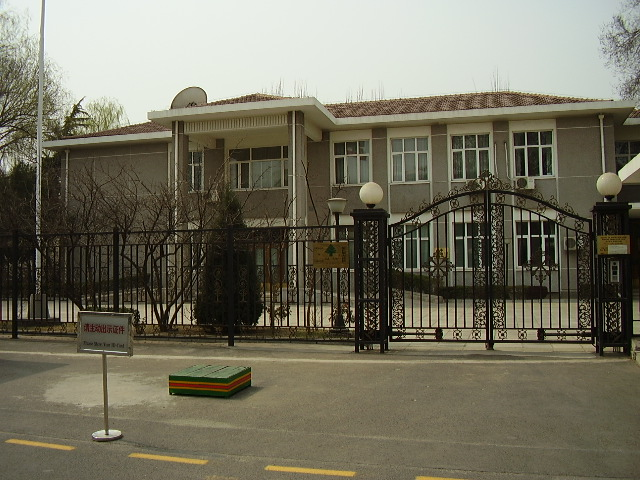
Посольство Ливана в Пекине

  - Марсель (генеральное консульство)
- Чехия
  - Прага (посольство)
- Швейцария
  - Берн (посольство)
- Швеция
  - Стокгольм (посольство)

## Азия
- Индия
  - Нью-Дели (посольство)
- Индонезия
  - Джакарта (посольство)
- Казахстан
  - Астана (посольство)
- Китай
  - Пекин (посольство)
- Республика Корея
  - Сеул (посольство)
- Малайзия
  - Куала-Лумпур (посольство)
- Пакистан
  - Исламабад (посольство)
- Япония
  - Токио (посольство)

## Средний Восток
- Бахрейн
  - Манама (посольство)
- Иордания
  - Амман (посольство)
- Ирак
  - Багдад (посольство)
- Иран
  - Тегеран (посольство)
- Йемен
  - Сана (посольство)
- Катар
  - Доха (посольство)
- Кувейт
  - Кувейт (посольство)
- ОАЭ
  - Абу-Даби (посольство)
  - Дубай (генеральное консульство)
- Оман
  - Маскат (посольство)
- Саудовская Аравия
  - Эр-Рияд (посольство)
  - Джидда (генеральное консульство)
- Сирия
  - Дамаск (посольство)
- Турция
  - Анкара (посольство)
  - Стамбул (генеральное консульство)

## Северная Америка
- Канада
  - Оттава (посольство)
  - Монреаль (генеральное консульство)
- Куба
  - Гавана (посольство)
- Мексика
  - Мехико (посольство)
- США
  - Вашингтон (посольство)
  - Детройт (генеральное консульство)
  - Лос-Анджелес (генеральное консульство)
  - Нью-Йорк (генеральное консульство)

## Южная Америка
- Аргентина
  - Буэнос-Айрес (посольство)
- Бразилия
  - Бразилиа (посольство)
  - Рио-де-Жанейро (генеральное консульство)
  - Сан-Паулу (генеральное консульство)
- Венесуэла
  - Каракас (посольство)
- Колумбия
  - Богота (посольство)
- Парагвай
  - Асунсьон (посольство)
- Уругвай
  - Монтевидео (посольство)
- Чили
  - Сантьяго (посольство)

## Африка
- Алжир
  - Алжир (посольство)
- Габон
  - Либревиль (посольство)
- Гана
  - Аккра (посольство)
- Гвинея
  - Конакри (посольство)
- Египет
  - Каир (посольство)
  - Александрия (генеральное консульство)
- ДР Конго
  - Киншаса (посольство)
- Кот-д’Ивуар
  - Абиджан (посольство)
- Либерия
  - Монровия (посольство)
- Ливия
  - Триполи (посольство)
- Марокко
  - Рабат (посольство)
- Нигерия
  - Абуджа (посольство)
  - Лагос (генеральное консульство)
- Сенегал
  - Дакар (посольство)
- Судан
  - Хартум (посольство)
- Сьерра-Леоне
  - Фритаун (посольство)
- Тунис
  - Тунис (посольство)
- ЮАР
  - Претория (посольство)

## Океания
- Австралия
  - Канберра (посольство)
  - Мельбурн (генеральное консульство)
  - Сидней (генеральное консульство)

## Международные организации
- Брюссель (представительство при ЕС)
- Женева (постоянное представительство при ООН и международных организациях)
- Каир (постоянное представительство при ЛАГ)
- Нью-Йорк (постоянное представительство при ООН)
- Париж (постоянное представительство при ЮНЕСКО)